# Seiji Oko
Seiji Oko (japonès: 大古誠司)  (Kawasaki, 15 de febrer de 1948) és un ex-jugador de voleibol japonès que va competir durant les dècades de 1960 i 1970.
El 1968 va prendre part en els Jocs Olímpics de Ciutat de Mèxic, on guanyà la medalla de plata en la competició de voleibol. Quatre anys més tard, als Jocs de Múnic, guanyà la medalla d'or en la mateixa competició. El 1976, a Mont-real, disputà els seus tercers i darrers Jocs Olímpics, en què fou quart en la competició de voleibol. En el seu palmarès també destaca una medalla de bronze al Campionat del Món de voleibol de 1970, la medalla de plata a la Copa del Món de voleibol de 1969 i la d'or als Jocs Asiàtics de 1970.
Un cop retirat passà a desenvolupar tasques d'entrenador de la selecció nacional japonesa, amb la qual va disputar els Jocs Olímpics de 1984 i 1992. El 2004 fou inclòs al Volleyball Hall of Fame.